# لحیم‌کاری موج
لحیم کاری موج یک فرآیند لحیم‌کاری حجمی است که برای ساخت بردهای مدار چاپی استفاده می شود. تخته مدار از روی ظرفی از لحیم مذاب عبور داده می‌شود که در آن یک پمپ لحیم‌کاری را بالا می‌آورد که شبیه یک موج ایستاده است. با تماس برد مدار با این موج، قطعات به برد لحیم می‌شوند. لحیم‌کاری موج هم برای مجموعه‌های مدار چاپی فناوری تمام-سوراخ و هم برای نصب-سطحی استفاده می شود. در مورد دوم، قطعات قبل از عبور از موج لحیم مذاب، به‌وسیله‌ی تجهیزات برداشت و گذاشت بر روی سطح یک برد مدار چاپی (PCB) چسبانده می‌شوند. لحیم‌کاری موج معمولاً در لحیم‌کاری قطعات تمام-سوراخ استفاده می‌شود.
از آنجایی که اجزای تمام-سوراخ تا حد زیادی با قطعات نصب-سطحی جایگزین شده‌اند، لحیم‌کاری موج با روش‌های لحیم‌کاری جریانی در بسیاری از کاربردهای الکترونیکی در مقیاس بزرگ جایگزین شده است. با این حال، هنوز لحیم‌کاری موج قابل توجهی وجود دارد که در آن فناوری نصب روی سطح (SMT) مناسب نیست (به عنوان مثال، دستگاه های توان بالا و کانکتورهای با تعداد پین بالا)، یا در جایی که فناوری تمام-سوراخ ساده غالب است (بعضی از لوازم اصلی ).

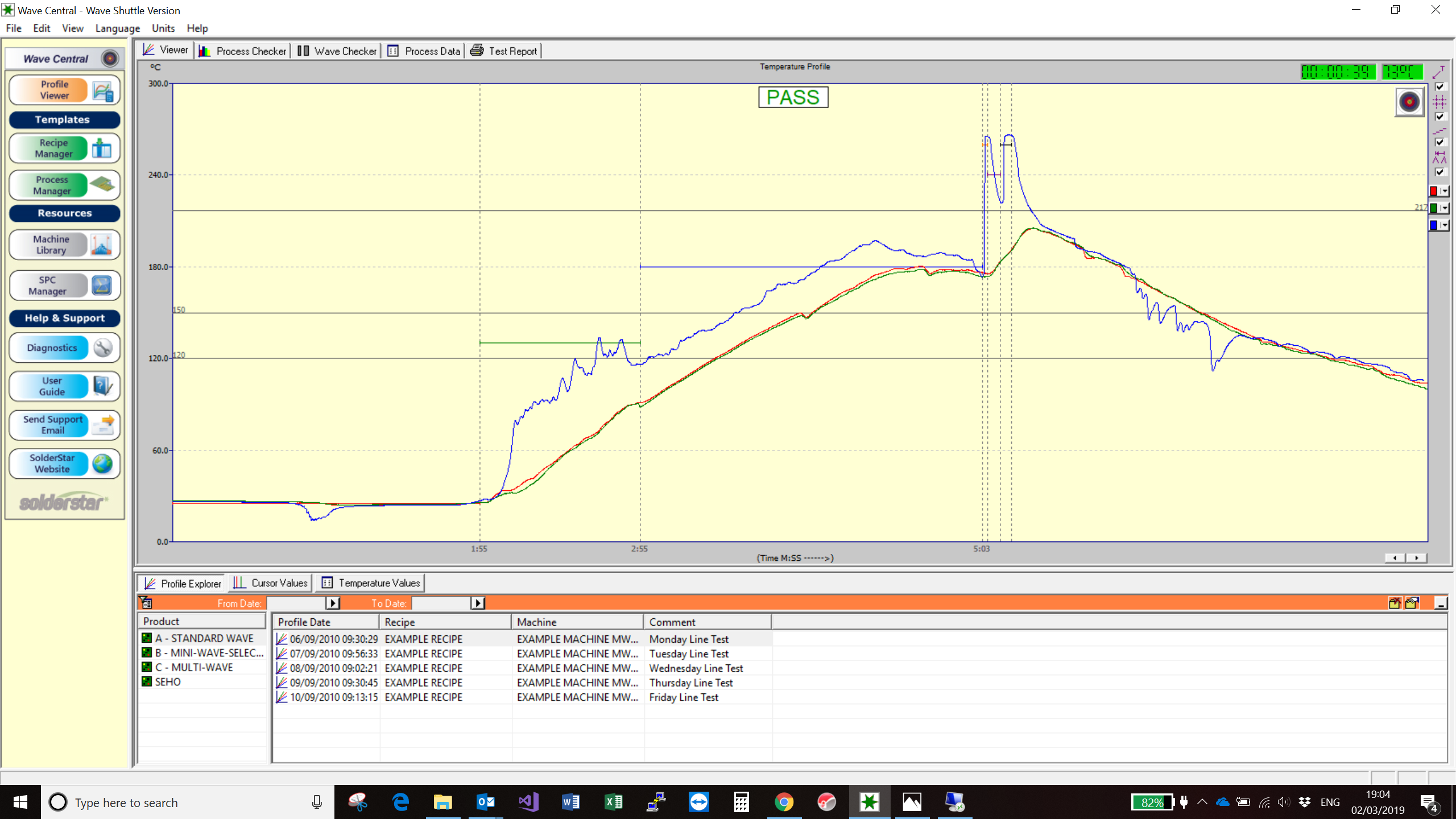
نمودار دما برحسب زمان که دمای دیگ لحیم کاری موج و دمای قسمت بالا را نشان می دهد

## فرآیند لحیم کاری موج

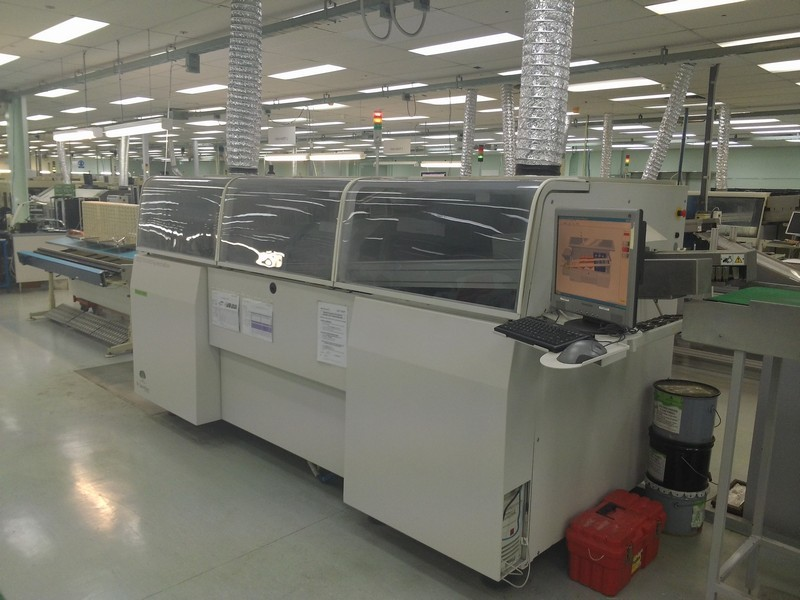
دستگاه لحیم‌کاری موج

انواع مختلفی از دستگاه‌های لحیم‌کاری موج وجود دارد. با این حال، اجزای اصلی و اصول این ماشین‌ها، یکسان و مشابه است. تجهیزات اساسی مورد استفاده در طول فرآیند، یک نوار نقاله می‌باشد که PCB را در نقاط مختلف به حرکت در می‌آورد، یک تشت لحیم‌کاری که در فرآیند لحیم‌کاری استفاده می‌شود، یک پمپ که موج واقعی را تولید می‌کند، افشانه برای روغن لحیم و پد پیش‌گرمایشی است. لحیم‌کاری معمولاً مخلوطی از فلزات می‌باشد. یک لحیم‌کاری سربی معمولی از ۵۰% قلع، ۴۹.۵% سرب و ۰.۵% آنتیموان تشکیل شده است.  دستورالعمل محدودیت مواد خطرناک (RoHS) منجر به انتقال مداوم از لحیم‌کاری سرب «سنتی» در تولید مدرن به نفع جایگزین‌های بدون سرب شده است. هر دو آلیاژ قلع-نقره-مس و قلع-مس-نیکل معمولاً مورد استفاده قرار می گیرند، با یک آلیاژ رایج (SN100C) شامل ۹۹.۲۵٪ قلع، ۰.۷٪ مس، ۰.۰۵٪ نیکل و <۰.۰۱٪ ژرمانیوم. 

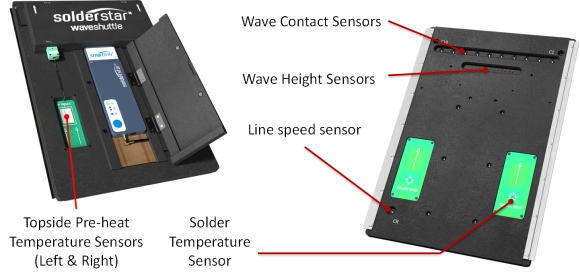
مثالی از فیکسچر بهینه ساز لحیم‌کاری که سنسورها را نشان می دهد

## روغن‌کاری
روغن لحیم در فرآیند لحیم‌کاری موج یک هدف اولیه و ثانویه دارد. هدف اصلی، تمیز کردن اجزایی است که قرار است لحیم شوند، به خصوص تمیز کردن هر لایه اکسیدی که ممکن است تشکیل شده باشد.  دو دسته روغن لحیم وجود دارد، خورنده و غیرخورنده. روغن لحیم غیرخورنده نیاز به تمیز کردن اولیه دارد و وقتی که اسیدیته پایین مورد نیاز است، استفاده می‌شود. روغن لحیم خورنده سریع است و نیاز به تمیز کردن اولیه کمی دارد، ولی اسیدیته بالاتری دارد. 

## پیش گرم کردن
پیش گرم کردن به سرعت بخشیدن فرآیند لحیم‌کاری و جلوگیری از شوک حرارتی کمک می کند. 

## تمیز کردن
برخی از انواع روغن لحیم، به نام روغن لحیم "بدون نیاز به تمیز کردن"، نیازی به تمیز کردن ندارند. بقایای آن‌ها پس از فرآیند لحیم‌کاری، بی‌خطر است.  به طور معمول روغن‌های لحیم که نیاز به تمیز کردن ندارند، به‌خصوص به شرایط فرآیند حساس هستند، که ممکن است آن‌ها را در برخی از کاربردها نامطلوب کند.  با این حال، انواع دیگر روغن لحیم نیاز به مرحله تمیز کردن دارند، که در آن PCB با حلال ها و/یا آب خالص یا دیونیزه شسته می شود تا بقایای روغن لحیم حذف شود.

## تکمیل و کیفیت
کیفیت به دمای مناسب موقع گرم کردن و سطوحی که به درستی بر روی آنها عملیات سطحی شده اند، بستگی دارد.
| عیب                   | علل احتمالی                                 | اثرات                                                           |
| --------------------- | ------------------------------------------- | --------------------------------------------------------------- |
| ترک‌ها                 | تنش مکانیکی                                 | از دست دادن رسانایی                                             |
| حفره‌ها                | سطح آلوده کمبود روغن لحیم پیش‌گرمایش ناکافی  | کاهش استحکام هدایت ضعیف                                         |
| ضخامت لحیم‌کاری نادرست | دمای لحیم‌کاری نادرست سرعت نوار نقاله نادرست | حساس به تنش بسیار نازک برای بار فعلی پل زدن ناخواسته بین مسیرها |
| هادی ضعیف             | لحیم‌کاری آلوده                              | خرابی‌های محصول                                                  |

## انواع لحیم
برای ایجاد لحیم از ترکیبات مختلفی از قلع، سرب و سایر فلزات استفاده می‌شود. ترکیب‌های استفاده شده به خواص مورد نظر بستگی دارد. محبوب‌ترین ترکیب‌ها آلیاژهای SAC (قلع(Sn)/نقره(Ag)/مس(Cu)) برای فرآیندهای بدون سرب و Sn63Pb37 (Sn63A) است که یک آلیاژ یوتکتیک تشکیل شده از ۶۳% قلع و ۳۷% سرب است. این ترکیب دومی که به آن اشاره شد، قوی است، محدوده ذوب پایینی دارد، و به سرعت ذوب می‌شود و تنظیم می شود (یعنی هیچ محدوده پلاستیکی بین حالت جامد و مذاب مانند آلیاژ ۶۰% قلع / ۴۰% آلیاژ سرب قدیمی‌تر وجود ندارد). ترکیبات قلع بالاتر به لحیم‌کاری مقاومت در برابر خوردگی بالاتری می دهد، اما نقطه ذوب را افزایش می‌دهد و بالاتر می‌برد. ترکیب رایج و معمول دیگر، ۱۱% قلع، ۳۷% سرب، ۴۲% بیسموت و ۱۰% کادمیوم است. این ترکیب نقطه ذوب پایینی دارد و برای لحیم‌کاری قطعات حساس به حرارت مفید است. الزامات زیست‌محیطی و عملکرد نیز در انتخاب آلیاژ نقش دارند. محدودیت‌های متداول شامل محدودیت‌های سرب (Pb)، برای زمانی که انطباق با RoHS مورد نیاز است و محدودیت‌های قلع خالص (Sn)، برای زمانی که قابلیت اطمینان طولانی‌مدت، یک نگرانی است.  

## اثرات سرعت خنک کردن
مهم و کلیدی است که PCBها با سرعت معقول و مناسبی خنک شوند. اگر آن‌ها خیلی سریع و با سرعت زیاد خنک شوند، PCB ممکن است منحرف شود و لحیم‌کاری به خطر بیافتد. از طرف دیگر، اگر به PCB اجازه داده شود، خیلی آهسته و با سرعت کم خنک شود، PCB ممکن است شکننده شود و برخی از قطعات ممکن است در اثر حرارت آسیب ببینند. PCB باید با یک اسپری آب خوب یا هوا، خنک شود تا میزان آسیب به برد، کاهش پیدا کند. 

## پروفیل حرارتی
پروفیل حرارتی عمل اندازه‌گیری چندین نقطه بر روی یک برد مدار برای تعیین گذر حرارتی است که طی فرآیند لحیم‌کاری انجام می شود. در صنعت تولید الکترونیک، SPC (کنترل فرآیند آماری) کمک می‌کند که اگر فرآیند تحت کنترل باشد، با توجه به پارامترهای بازسازی که به‌وسیله فناوری لحیم‌کاری تعریف شده است و الزامات اجزا، اندازه‌گیری شود.  محصولاتی مانند Solderstar WaveShuttle و بهینه‌ساز تجهیزات ویژه‌ای ساخته شده اند که از فرآیند عبور داده می شوند و می توانند مشخصات دما را به‌همراه زمان تماس، موازی بودن امواج و ارتفاع موج اندازه گیری کنند. این تجهیزات همراه با نرم‌افزار تجزیه و تحلیل به مهندس تولید اجازه می‌دهد تا فرآیند لحیم‌کاری موج را ایجاد کند و سپس کنترل کند. 

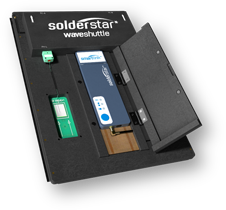
یک نمونه ثابت که برای گرفتن داده های فرآیند از دستگاه لحیم‌کاری موج استفاده می شود

## ارتفاع موج لحیم‌کاری
ارتفاع موج لحیم‌کاری یک پارامتر کلیدی است که باید هنگام تنظیم فرآیند لحیم‌کاری موج مورد ارزیابی قرار گیرد.  زمان تماس بین موج لحیم‌کاری و مجموعه در حال لحیم‌کاری معمولاً بین 2 تا 4 ثانیه تنظیم می‌شود. این زمان تماس با دو پارامتر سرعت نوار نقاله و ارتفاع موج روی دستگاه کنترل می‌شود که تغییر در هر یک از این پارامترها باعث تغییر زمان تماس می‌شود. ارتفاع موج معمولاً با افزایش یا کاهش سرعت پمپ در دستگاه کنترل می‌شود. تغییرات را می‌توان با استفاده از یک صفحه شیشه‌ای سکوریت شده ارزیابی و بررسی کرد، در صورت نیاز به ضبط دقیق‌تر، وسایلی که به صورت دیجیتالی زمان تماس، ارتفاع و سرعت را ثبت می‌کنند. همچنین، برخی از دستگاه‌های لحیم‌کاری موجی می‌توانند به اپراتور بین یک موج آرام هموار یا یک موج کمی فشار بالا یا موج «رقصنده» انتخاب کنند.

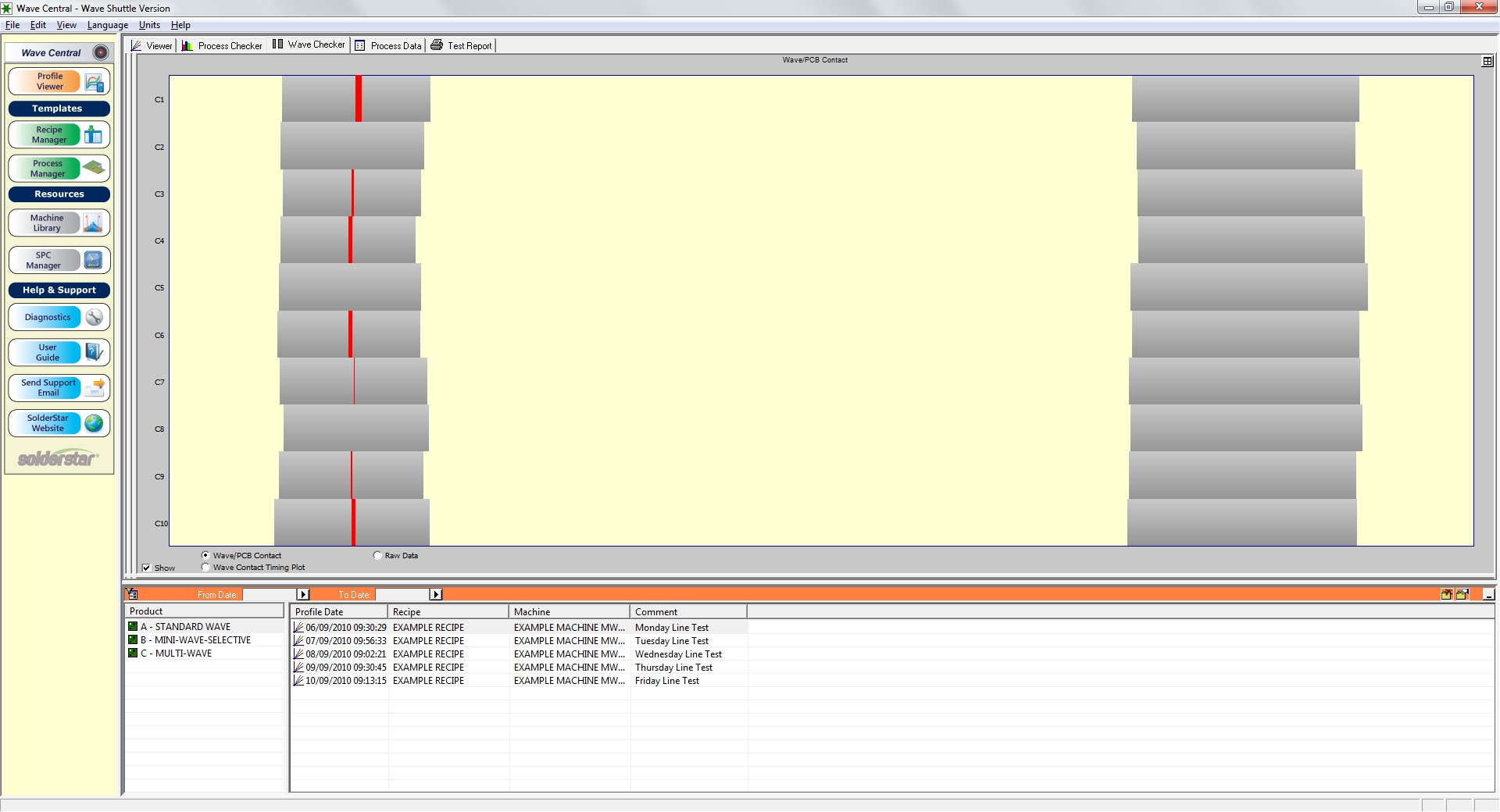
زمان تماس و شکل لحیم‌کاری موج در قسمت زیرین PCB

## برای مطالعۀ بیشتر
- سیلینگ، کارل (1995). مطالعه آلیاژهای بدون سرب AIM، 1، بازیابی شده در 18 آوریل 2008، از [1]
- بیوکا، پیتر (2005، 5 آوریل). لحیم‌کاری موج بدون سرب. بازیابی شده در 18 آوریل 2008، از وب سایت (EMSnow) : [2]
- طراحی و تست تولید الکترونیکی (2015، 13 فوریه) اهمیت اندازه گیری ارتفاع موج در کنترل فرآیند لحیم‌کاری موج